# Landskamp (film)
Landskamp är en svensk dramafilm från 1932 i regi av Gunnar Skoglund.

## Handling
Vi ser i inledningen en utsikt över en by. En ung man, Erik, går och plöjer efter en häst. Han blickar upp mot ett flygplan som passerar över honom. Ett montage av bilder visar bland annat ett tåg som åker över Årstabron, olika Stockholmsvyer och idrottstävlingar på Stockholms stadion. Åter ser vi Erik där han fortsätter att plöja med tunga steg. Av den senare handlingen kan vi förstå att bildmontaget representerar hans framtidsdrömmar.
Hemma kring matbordet diskuterar föräldrarna att Erik inte haft någon ro sedan kommit hem från det militära. Erik cyklar efter maten till affären i byn där han hälsar på sin fästmö Brita. Man diskuterar i ungdomsgänget det instundande klubbmästerskapet samma kväll. Efteråt pratar Erik på ett utecafé om sina framtidsplaner. Han vill flytta till staden. Där finns framtiden eftersom det inte finns någon sådan i att vara bonde.
Erik håller förlovningskalas med Brita. Han tubbas att ta en sup. Han tycker först att det smakar illa men efterhand som han får mer i sig blir han mer upprymd. Efter festen beger man sig till utedansbanan. I buskarna utanför försiggår en livlig verksamhet med langning och smygsupning. Erik som blivit ordentligt berusad redan i hemmet kommer i bråk. En av langarna sticker sin kniv i fjärdingsman och Erik blir misstänkt för dådet. Han häktas och förs bort. Så småningom släpps han men den sociala skammen är för stor och hela familjen väljer att lämna byn med alla intoleranta tungor.
De hamnar i Stockholm där de får en bostad i bakgårdsmiljö. Fadern och Erik går ut för att söka arbete men möts överallt av skyltar som berättar om att arbetsstyrkan är fulltalig. Erik håller modet uppe genom att dagligen träna med en idrottsklubb, vilket han berättar i brev till fästmön som är kvar hemma i byn. Eftersom Erik visar sig vara en löpartalang uppvaktas han av andra idrottsklubbar som kan erbjuda jobb.
Samtidigt fortsätter faderns väg nedåt i samhället och pengarna som han fått för gården rinner iväg på bland annat sprit. Han ser en tidningsannons om möjligheten att få en plats om han satsar en större penningsumma. Han får kontakt med annonsören, en ung direktörsson Otto Andelius, och sammanträffar med denne på restaurang där man kommer överens om anställning över en bättre och våt middag.
Erik lyckas skaffa arbete åt sin fästmö på det varuhus han arbetar och hon kommer till Stockholm. Direktörssonen visar sig ha trassliga affärer och är i sin tur beroende sin fars pengar. Denne är nu trött på sin sons leverne och vägrar ge mer när nu sonen behöver mer för att klara sig. Eriks far som upptäcker sig ha blivit lurad förfaller nu allt mer. Han tas av polisen för fylleri och i en tidningsannons meddelas att han gått i konkurs. Slutligen förs han bort i ambulans sedan han misshandlat sin hustru. Han blir tvångsintagen på Venngarns alkoholistanstalt. Erik följer med modern hem till byn.
Det är åter vår och Erik tränar hårt. Fästmön Brita uppvaktas sedan länge ihärdigt av varuhusets personalchef som gör allt för att förföra henne med utflykter till ställen som Djurgårdsbrunns värdshus. Vid ett nattklubbsbesök försöker han övertala henne att göra slut med Erik. Efter en idrottstävling där Erik segrat hålls en bankett där han får pris. Personalchefen som är med flirtar öppet med Brita. När de åker hem tillsammans tar personalchefen över ratten. Han är emellertid starkt berusad och kör av vägen. Personalchefen dödas och Erik blir skadad i olyckan.
Brita som fått sig en tankeställare och gått tillbaka till Erik, uppsöker gamle Andelius. Denne inser att han varit för släpphänt mot sonen och säger att det är inte mer än rätt att han får plikta för sonens missgärningar. Därför beslutar han sig för att betala tillbaka de pengar som sonen lurat av Eriks far.
Eriks far slipper ut från anstalten samtidigt som Erik nu börjat studera per korrespondens. Vid en sammankomst håller Erik ett tal om nykterhet. Han säger att de äldre är dåliga föredömen när de menar att man skall kunna stå för ett glas. Anförandet utmynnar i att han proklamerar en landskamp mot fylleriet. Det är nu vinter och vi ser arbetsbilder från timmerskogen hemma i byn. Fadern är åter hemma och modern sätter fram kaffekoppar på bordet, där brännvinskaraffen numera förvandlats till blomvas.

## Om filmen
Filmen premiärvisades 21 mars 1932 på biograf Röda Kvarn i Gävle. Den spelades in i Filmstaden i Råsunda med exteriörer från Stockholm med flera platser av Elner Åkesson. Som förlaga har man Sigfrid Borgströms novell Vingslag som troligen inte har blivit publicerad. Sigfrid Borgström var chefredaktör för IOGT:s tidskrift Reformatorn. Han skrev manus till flera filmer, utöver denna till "V.3369" (1929) och "Röda triangeln" (1937), som var en helt icke-kommersiell spelfilm för nykterhetsrörelsen. Han hade även stått bakom filmen "Ljus över landet!" (1930), som var en informationsfilm i långsfilmslängd om IOGT (Reformatorn 15.4.1933)
Filmen tillkom på initiativ av en kommitté som bildats av bland andra Sigfrid Borgström och Harry Kolare vid Svenska Morgonbladet. Man försökte på ett tidigt stadium förmå Victor Sjöström att åta sig regin. Denne avböjde men rekommenderade istället Gunnar Skoglund, ung medarbetare vid Svensk Filmindustri, och detta blev hans långfilmsdebut. Kommittén som ombildades till en kulturförening, ansökte om statsbidrag vilket också beviljades av den liberala Ekman-regeringen i två omgångar. Filmen fick i första hand en icke-kommersiell distribution där den visades omgiven av olika propagandaarrangemang. Den kommersiella biografdistributionen blev av mer begränsad omfattning. Sedermera övertogs distributionen av Motormännens Helnykterhetsförbund (MHF) i samband med att filmen omcensurerades och förkortades för att bli barntillåten. Vid mitten av 1930-talet uppgavs att filmen dittills setts av cirka 750 000 åskådare vid olika visningar. Filmen orsakade en viss intern polemik inom IOGT och dess pressorgan Reformatorn (se även Fönstret 1932 nr 8 och följande nummer). Harry Kolare, som i samband med inspelningen även gett ut en särskild programtidning, ”Fritiden”, anklagades för att främst gjort det senare projektet till sitt eget privata geschäft. Debatten innehöll även viss intern kritik mot själva filmen som sådan. I övrigt inhöstade dock filmen en del beröm från vissa frireligiösa kretsar som annars inte brukade recensera film, bland annat för att den riktade sig mot det så kallade ”dansbaneeländet” som vid tiden redan blivit ett etablerat begrepp i samhällsdebatten.
Filmen fick också ett annat efterspel. Vid inspelningen användes i Råsunda för första gången det nya svenska ljudinspelningssystemet Aga-Baltic istället för som dittills det tyska Tonbild-Syndikat (Tobis) som dragit stora kostnader med tyska ljudtekniker på plats i Råsunda. Experimentet ansågs så lyckat att man fortsättningsvis övergick till det svenska systemet. I februari 1933 stämde Svensk Filmindustri, som stått för tekniska produktionen, föreningen Svensk Kulturfilm på ytterligare 76 000 kronor utöver de 70 000 man fått för produktionen då man hävdade att slutkostnaden stannat vid 147 000. Kulturfilm bestred detta och menade att Svensk Filmindustri tagit oskäligt mycket betalt för sina tjänster och att man skjutit över de merkostnader man haft på grund av den nya ljudutrustningen på föreningen, att man tagit betalt för vad man betraktade som "lärpengar" (se bland annat Dagens Nyheter 28.2.1933 "Rättslig tvist om Landskamp" och Reformatorn 4.3.1933).

## Roller i urval
- Georg Blomstedt - Lars (Erik) Andersson, hemmansägare
- Signe Lundberg-Settergren - Stina Andersson, hans hustru
- Fritiof Billquist - Erik, deras son
- Gun Holmquist - Brita Blomstedt, Eriks fästmö
- Olof Sandborg - direktör Andelius
- Håkan Westergren - Otto Andelius, hans son
- Signhild Björkman - Karin Lind
- Nils Jacobsson - Vilhelm Bergstedt, personalchef på varuhuset
- Arne Borg - Roffe Ek, idrottsman för Sparta
- Concordia Selander - fru Holmgren, kund i handelsboden
- Emil Fjellström - spritlangare
- Hjalmar Peters - Ruben Lindqvist, fjärdingsman
- Ragnar Falck - Pelle Björk, ledare i Idrottsklubben Sparta
- Tom Walter - deltagare i Eriks förlovningsfest
- Georg Skarstedt - deltagare i Eriks förlovningsfest

## Musik i filmen
- Det går långsamt fram (Vi hade inga segel .../Skepparvisa), instrumental.
- Eksta-Valsen, kompositör Arthur Hedström, instrumental.
- Tonerna, kompositör Carl Sjöberg, text Erik Gustaf Geijer, instrumental.
- Helan går
- Frykdalsdans nr 2 ( Dansen den går på grönan äng) musikbearbetning Ernst Willners, text Tord Wetterberg, instrumental.
- Ett glas champagne, kompositör och text Georg Martins, sång Ulla Billquist, Håkan Westergren och Georg Blomstedt
- Du gamla, du fria (Du gamla, du friska), text Richard Dybeck, sång Elvin Ottoson
- Hör furorna susa, kompositör Erik Baumann, instrumental.
- Gedankenvoll, kompositör Frédéric Chopin, instrumental.
- Nocturne, piano, nr 19, op. 72:1, e-moll, kompositör Frédéric Chopin, instrumental.
- Min lilla väninna från igår, kompositör Jules Sylvain, text Sverker Ahde, instrumental.